# African Integrated High Speed Railway Network
Das African Integrated High Speed Railway Network (AIHSRN; zu Deutsch etwa Integriertes afrikanisches Hochgeschwindigkeitsbahnnetz) ist ein in der Planungsphase befindliches kontinentales Schienennetzprojekt in Afrika. Es ist von der Afrikanischen Union im Rahmen seiner Agenda 2063 geplant.
Das Schienennetz soll sich durch spezielle Ausbauprojekte in jedem der Mitgliedsstaaten der AU bis zum Jahr 2063 zusammensetzen. Geplant sind Neubauprojekte über mindestens 12.000 Kilometer Länge, die sich über sechs Hauptkorridore erstrecken. Zudem sollen 17.200 Kilometer Eisenbahnstrecken modernisiert werden. Die Gesamtkosten werden auf 43 Milliarden US-Dollar beziffert. Ein Großteil der Strecken ist parallel zu den Trans-African Highways geplant.
Zuletzt wurde bei einem Expertenworkshop Anfang März 2020 in Windhoek (Namibia) die Beschleunigung des Projektes angekündigt.

## Korridore
- Mombasa (Kenia)–Kampala (Uganda)
- Durban (Südafrika)–Gaborone (Botswana)
- Abidjan (Elfenbeinküste)–Ouagadougou (Burkina Faso)
- Dakar (Senegal)–N’Djamena (Tschad)–Dschibuti (Stadt) (Dschibuti)
- Dschibuti–Libreville (Gabun)
- Cotonou (Benin)–Niamey (Niger)–Ouagadougou (Burkina Faso)–Abidjan (Elfenbeinküste)